# Eutreta frosti
Eutreta frosti är en tvåvingeart som beskrevs av Erich Martin Hering 1938. Eutreta frosti ingår i släktet Eutreta och familjen borrflugor.
Artens utbredningsområde är Ecuador. Inga underarter finns listade i Catalogue of Life.